# Tourisme dans le Val-de-Marne
 (juin 2018).
Le Tourisme dans le Val-de-Marne s'appuie sur un patrimoine historique important et une forte densité de population liés à sa proximité avec la ville de Paris. On y trouve également quelques sites naturels notables et un réseau de transports bien développé. L'aéroport Paris-Orly situé à Orly est le point d'arrivée de millions de touristes qui viennent chaque année visiter Paris.

## Caractéristiques du tourisme dans le département

### Histoire et développement du tourisme dans le département
L’histoire du Val-de-Marne est marquée par le développement des activités le long de ses deux cours d’eau principaux : 
La Vallée de la Seine qui se transforme sous les effets de l’industrialisation et de l’urbanisation,
Les Boucles de la Marne qui développent une activité de loisirs, notamment liée aux loisirs ouvriers et aux « Dimanches au bord de l’eau » à la Belle Époque.
La proximité de Paris, l’essor des transports en commun et l’engouement pour les distractions au bord de l’eau influent sur le paysage des bords de Marne : constructions de villas d’inspiration Art nouveau, ouverture de guinguettes, développement d’activités nautiques…
Les guinguettes constituent encore aujourd’hui un véritable symbole des bords de Marne.

### Caractéristiques naturelles favorisant le tourisme
Le Val-de-Marne se caractérise par : 60 km de cours d’eau avec notamment ses 2 grandes voies navigables la Seine et la Marne, 25 îles le long de la vallée de la Marne dont 3 classées en Réserve naturelle départementale, 2 550 ha de forêts et surfaces boisées, 22 parcs départementaux.

### Transports
Le Val-de-Marne est desservi par 66 km d’autoroutes, 5 lignes de RER, 3 lignes de métro, le Trans-Val-de-Marne sans oublier l’aéroport Paris-Orly (représentant 25,2 millions de passagers en 2010). La ligne 15 du projet Grand Paris Express devrait permettre à partir de 2025 de faciliter le déplacement des habitants et des touristes au sein du département.

### Chiffres clés sur le poids économique du tourisme
8 788 établissements touristiques en 2010.
1 033 créations pures d’établissements en 2009 dans les activités liées au tourisme.
Plus de 28 000 emplois touristiques en 2009.
3,9 milliards d’euros de chiffre d’affaires touristique en 2007 (1,4 milliard en enlevant le transport aérien).

## Principaux sites touristiques, festivals et fêtes traditionnelles

### Les châteaux
Le Val-de-Marne est une terre de châteaux. Citons ici les deux châteaux ouverts à la visite: le château de Vincennes avec son donjon de 50 m de haut, la plus élevée des fortifications médiévales d'Europe subsistant et le château de Grosbois à Boissy-Saint-Léger.

### Les musées
Résolument tourné vers la modernité, le Musée d'art contemporain du Val-de-Marne (MAC/VAL) propose dans le centre-ville de Vitry-sur-Seine un espace de 10 000 m2 consacré à l'art en France depuis 1950. Le « MAC/VAL » fut inauguré en novembre 2005. 
Outre le MAC/VAL, les autres principaux musées du département sont le Musée du Trot au Château de Grosbois, le Musée de la Résistance nationale à Champigny-sur-Marne, l'écomusée du Grand-Orly Seine Bièvre à Fresnes, la Maison de la Photographie Robert Doisneau à Gentilly, le Musée Fragonard de l'École vétérinaire de Maisons-Alfort, le Musée de Maisons-Alfort, le Musée de Nogent-sur-Marne, la Fondation Dubuffet à Périgny-sur-Yerres et la Villa Médicis - Carré Médicis à Saint-Maur-des-Fossés.
À noter également l’ouverture en 2009 de l’Exploradôme à Vitry-sur-Seine (précédemment installé dans le Jardin d'acclimatation à Paris).

### Autre patrimoine remarquable
Quelques églises sont également à signaler comme l'église Saint-Christophe de Créteil, notamment, qui fut longtemps un lieu de pèlerinage sur les reliques de Saint Aglibert et Saint Agoard, ou encore la cathédrale de Choisy-le-Roi.
On pourra également citer les nombreux forts faisant partie de la 2e Ceinture Fortifiée de Paris, notamment le Fort de Sucy qui se visite, ainsi que le patrimoine hospitalier dont les Hôpitaux de Saint-Maurice et du Kremlin-Bicêtre sont classés.

### Les Bords de Marne et les guinguettes
Les bords de Marne avec leurs guinguettes et leurs îles constituent un site remarquable, connu de longue date par les touristes en quête de dépaysement. Nombre de chansons populaires ont jadis vanté les qualités de ces lieux: Quand on s’promène au bord de l’eau chanté par Jean Gabin en 1936, Ah ! le petit vin blanc écrite en 1943 par Jean Dréjac et qui fut un grand succès juste après la guerre ou À Joinville-le-Pont chanté par Bourvil en 1953, notamment, mais aussi des films comme Nogent, Eldorado du dimanche de Marcel Carné (1929) ou La Belle Équipe de Julien Duvivier (1936).

### Patrimoine architectural
Maisons anciennes du début du XXe siècle de style "néo-" : néonormand, néogothique, néorenaissance, néo-Louis XIII, néomauresque. Elles inaugurent l'Art nouveau.
Les meulières sont des constructions typiques de la banlieue de Paris. Les plus belles, de style Art nouveau sont construites pour les riches parisiens qui souhaitaient se détendre dans la campagne autour de Paris. Certaines de ces maisons se distinguent par des décorations en fer forgé (verrières, portes, fenêtres...) en briques et en céramiques et constituent de véritables curiosités architecturales qui se découvrent au cours de promenades dans les rues des communes du Val-de-Marne.

### Sites naturels
Le département abrite également de petites perles comme la toute première roseraie du monde : la Roseraie du Val-de-Marne, créée par Jules Gravereaux (1844-1916) en 1894.
La Forêt de Notre-Dame couvre 2 056 ha et représente un lieu propice à la randonnée pédestre, cycliste ou à cheval (ou pourquoi pas à la cueillette de champignons) tout comme les Bords de Marne.
Le Val-de-Marne est également le département de la petite couronne disposant du plus grand nombre de parcs départementaux, à savoir 22 parcs (soit 238,27 ha) ouverts au public.
Le lac de Créteil est un plan d'eau d'environ 40 hectares qui permet notamment la pratique de la voile. Ce lac urbain est également un site naturel important aménagé pour faciliter le passage des migrations d'oiseaux. 
Le lac de Créteil dispose de la Base de plein air et de loisirs de Créteil proposant des activités nautiques, sportives, une piscine à vagues, etc.

### Curiosités
Élément incontournable du Val-de-Marne, le Marché de Rungis est ouvert au public en visite guidée. Le « MIN » est le 1er marché de produits frais au monde (poisson, viande, fromage, fruits et légumes, fleurs).
À voir également, les serres d’orchidées à Boissy-Saint-Léger, de renommée mondiale.
Les principaux festivals et fêtes traditionnelles
-Festival International du film de femmes de Créteil,
-Festival America de Vincennes,
-Fête du Vin nouveau de Nogent-sur-Marne,
-Le Saint-Maur Food Trucks Festival de Saint-Maur-des-Fossés, plus grand festival de food-trucks en France.

## Fréquentation des principaux sites culturels
La fréquentation de l’ensemble des principaux sites culturels ouverts à la visite s’élevait à 347 302 visiteurs en 2009, le Château de Vincennes et le MAC/VAL étant les sites ayant reçu le plus de visiteurs. 

## Capacité d'hébergement
Le parc hôtelier du Val-de-Marne constitue près de 5 % de la capacité régionale.
En 2010, le Val-de-Marne dénombrait 149 établissements (hôtels et résidences de tourisme, camping, hébergement de groupes, chambres d’hôtes et meublés de tourisme, etc.) représentant ainsi 21 209 lits.
La fréquentation hôtelière s’élevait à environ 2,9 millions de nuitées en 2009. 
Le parc hôtelier du Val-de-Marne comptait, en 2003, 170 chambres en quatre étoiles, 2 784 chambres en trois étoiles, 3 635 chambres en deux étoiles et 1 651 chambres de moins de deux étoiles. Au total, 8 240 chambres, soit une augmentation de 56 % entre 1990 et 2003.

## Le Comité Départemental du Tourisme
Le Comité départemental du tourisme (CDT) du Val-de-Marne est une association loi de 1901. Créé en décembre 1999 à l’initiative du Conseil général, il est chargé par lui de la définition et de la mise en œuvre la politique touristique départementale. Il assure également la promotion du tourisme et des loisirs du département, en lien avec les professionnels du tourisme et des loisirs ainsi que le Comité régional de tourisme (CRT).
Le CDT a plusieurs missions principales : il assiste au montage de projets touristiques auprès de partenaires publics et privés, il informe les publics, il valorise et promeut l’offre de tourisme et de loisirs dans le département, et il anime un réseau de professionnels du tourisme. Ces missions s’organisent autour de trois pôles : l’Observatoire du tourisme et le développement, la communication presse et internet, le commerce et la promotion.